# Pietro Genovesi
Pietro Genovesi ([ˈpjeːtro dʒenoˈveːzi]), född 27 juni 1902 i Bologna, död 5 augusti 1980, var en italiensk fotbollsspelare.
Genovesi blev olympisk bronsmedaljör i fotboll vid sommarspelen 1928 i Amsterdam.